# Янг, Лоретта
Лоретта Янг (англ. Loretta Young), настоящее имя Гретхен Микаэла Янг (англ. Gretchen Michaela Young; 6 января 1913, Солт-Лейк-Сити, Юта — 12 августа 2000, Лос-Анджелес, Калифорния) — американская актриса, обладательница премии «Оскар» за лучшую женскую роль в 1948 году. В 1930-х и 1940-х Лоретту Янг считали воплощением элегантности и великолепия кинодивы, за четверть века она снялась примерно в ста картинах, играла у таких гениев кинематографа как Фрэнк Капра, Сесил Б. Демиль, Джон Форд и Орсон Уэллс.

## Биография

### Карьера
Гретхен Янг родилась в Солт-Лейк-Сити, штат Юта, в семье Глэдис Янг (урождённой Роял, во втором браке Белзер) и Джона Эрла Янга, предки которых были выходцами из Люксембурга. Помимо неё в семье было ещё две дочери — Полли Энн Янг и Элизабет Джейн Янг, ставшие актрисами. Когда ей было два года её родители развелись, и Янг с матерью и сёстрами переехала в Лос-Анджелес.
Впервые на киноэкранах Янг появилась в трёхлетнем возрасте в немой романтической комедии «Сладкая Китти Беллерс». Школьное образование она получила в частной католической школе при монастыре Ромона в Альхамбре. Будучи подростком, она исполнила ещё несколько эпизодических ролей в кино, а в 1927 году, случайно попав вместо сестры Полли Энн на съёмочную площадку фильма «Капризная, но хорошенькая», была замечена актрисой Коллин Мур. По её настоянию студия «First National Pictures» устроила Янг кинопробы, и после их успешного прохождения, с ней был заключен контракт. Вскоре, по совету продюсеров студии и Коллин Мур, она сменила имя на более звучное, став Лореттой Янг. В 1928 году она исполнила свою первую главную роль в немой драме «Смейся, клоун, смейся», а год спустя попала в список WAMPAS Baby Stars в качестве одной из тринадцати молодых актрис, которым прочили звёздное будущее.

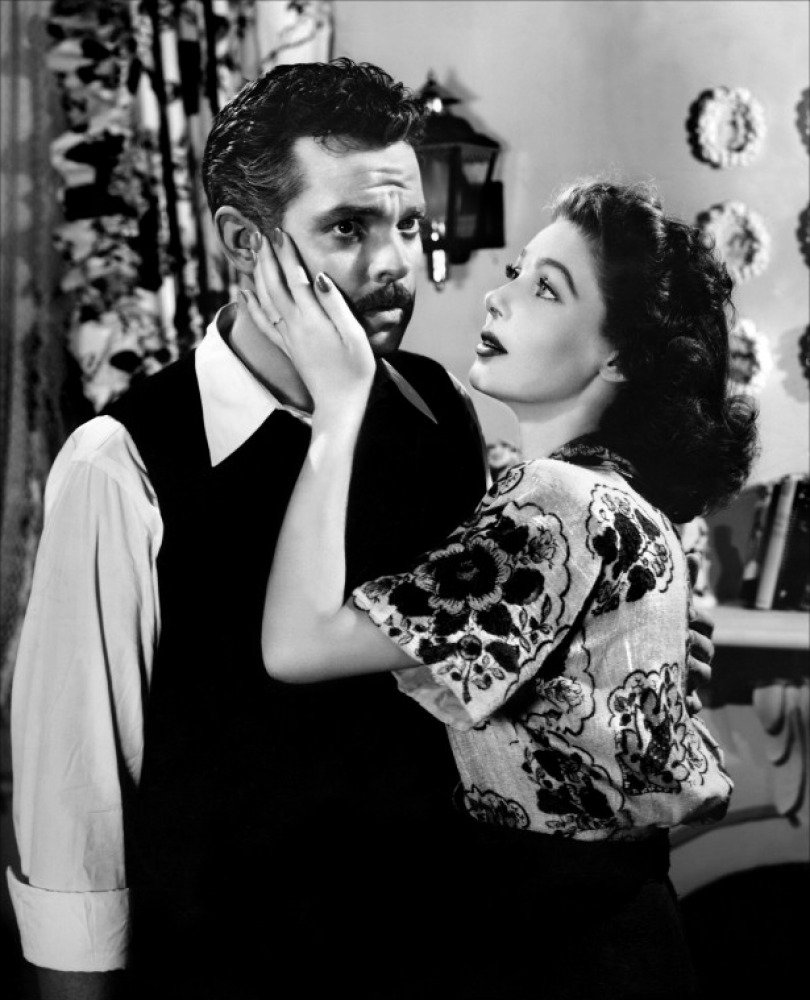
Орсон Уэллс и Лоретта Янг в фильме «Незнакомец» (1946)

В 1930 году в возрасте 17 лет Янг, вопреки воле матери, сбежала с 26-летним актёром Грантом Уитерсом в Аризону, чтобы там оформить брак. В том же году они вместе появились в фильме «Тайна второго этажа», а вскоре после выхода их второй совместной картины, по иронии судьбы получившей название «Слишком молоды, чтобы жениться», их брак распался.
По мере того, что Янг стали предлагать все более заметные и ведущие роли, её карьера стала стремительно развиваться. В последующие годы она играла со всеми романтическими героями своего времени: Кларком Гейблом, Спенсером Трейси, Гэри Купером, Джеймсом Кэгни и Тайроном Пауэром, а также снималась у известных режиссёров, таких как Орсон Уэллс («Незнакомец»), Сесил Б. Демилль («Крестовые походы») и Фрэнк Капра («Платиновая блондинка»). В 1947 году Янг была удостоена премии «Оскар» за роль в политической комедии «Дочь фермера», где она сыграла шведскую горничную, которая пытается получить место в Конгрессе США. Она с головой погрузилась в эту роль, перекрасила волосы, читала книги об иммигрантском опыте и наняла репетитора, чтобы выработать шведский акцент. В 1949 году актриса была вновь номинирована на премию Американской киноакадемии за роль монахини в фильме «Приходи в конюшню».
К 30 годам её карьера в кино начала замедляться, а телевидение в то время набирало популярность, и актриса выразила желание попробовать свои силы в новой среде — со своим собственным шоу. В последний раз на большом экране Янг появилась в 1953 году в фильме «Это случается каждый четверг» и в том же году начала выступать в собственном драматическом шоу-сериале «Шоу Лоретты Янг» на телеканале «NBC». Друзья-актёры критиковали её за то, что она отказалась от художественных фильмов, однако она была полна решимости попытаться общаться со своими поклонниками в более непринужденном формате, чем это было возможно на киноэкранах. Она решила, что каждое получасовое шоу будет начинаться с письма зрителей и заканчиваться воодушевляющей моралистической цитатой, обычно из Библии. Сериал продолжался в течение восьми лет, и каждая из серий начиналась с эффектного выхода звезды, одетой в развевающиеся наряды. Сериал принёс актрисе три премии «Эмми». После закрытия шоу в 1961 году Янг опубликовала книгу философских проповедей под названием «Вещи, которые мне пришлось выучить».

### Поздние годы
После завершения карьеры в 1963 году Лоретта Янг посвятила волонтерской работе в благотворительных организациях со своими многолетними друзьями Джейн Уайман, Айрин Данн и Розалинд Расселл. Янг, будучи набожной католичкой, также сотрудничала с различными католическими благотворительными организациями. Актриса на протяжении многих лет была прихожанкой церкви Доброго Пастыря в Беверли-Хиллз и Гильдии католического кино.
В 1972 году суд Лос-Анджелеса присудил выплатить актрисе 550 000$ в иске против телеканала «NBC» за нарушение контракта. В иске, поданном в 1966 году, утверждалось, что «NBC» разрешила иностранным телеканалам повторно показывать старые эпизоды телевизионного «Шоу Лоретты Янг», где актриса появлялась в устаревших к тому времени платьях, тем самым испортив её имидж. В конце 1980-х она вернулась к актёрской карьере, исполнив роли в телевизионных фильмах «Канун Рождества» (1986) и «Дама в углу» (1989), получив за первый фильм премию «Золотой глобус». В 1988 году Янг получила премию «Женщины в кино» как одна из выдающихся женщин, которые благодаря своей выносливости и превосходству в работе помогли расширить роль женщин в индустрии развлечений.
Лоретта Янг умерла от рака яичников 12 августа 2000 года в доме её сводной сестры по материнской линии Джорджианы Монтальбан (жены актёра Рикардо Монтальбана) в Санта-Монике. Похоронена на семейном участке кладбища Святого креста в калифорнийском городе Калвер-Сити в могиле её матери Глэдис.

## Личная жизнь

### Замужества
Лоретта Янг трижды была замужем и имела троих детей. Её первый брак с актёром Грантом Уизерсом был расторгнут в 1931 году спустя год после свадьбы. С сентября 1933 года по июнь 1934 года у неё был широко освещаемый роман с актёром Спенсером Трейси, её партнёром по фильму «Крепость Человека». В 1940 году Янг вышла замуж за продюсера Тома Льюиса, от которого родила двух сыновей — Питера Льюиса, участника рок-группы «Moby Grape», и кинорежиссёра Кристофера Льюиса. После развода в 1969 году актриса погрузилась в религию, которая стала важной частью её последующей жизни. Спустя несколько лет Янг переехала в Феникс, где вместе с монахинями в больнице Святого Иосифа принимала участие в создании программы для детей из малообеспеченных семей. После возвращения в Лос-Анджелес она активно помогала бездомным и больным в бедных районах города. В 1993 году она вышла замуж, в третий и последний раз, за модельера Жана Луи. Их брак продлился до его смерти в апреле 1997 года.

### Джуди Льюис
В 1935 году на съёмках фильма «Зов предков» у Лоретты Янг начался роман с исполнителем главной роли Кларком Гейблом, в результате которого актриса забеременела. Янг не хотела нанести вред карьере Гейбла или своей собственной, но в то же время у неё были опасения, что боссы «Twentieth Century Pictures», с которой у неё был контракт, заставят её пойти на аборт, чего она, будучи набожной католичкой, не могла допустить. В итоге Янг с матерью и сёстрами разработали план, чтобы избежать огласки, но в то же время оставить ребёнка Для начала Янг временно ушла из кино, а через некоторое время, когда живот уже было невозможно скрывать, уехала на каникулы в Англию и вернулась в США буквально накануне родов, где вместе с матерью поселилась в маленьком домике в Венис, штат Калифорния, якобы по причине «болезни»: для этого она дала голливудской прессе интервью, лёжа в постели и накрывшись множеством одеял, чтобы скрыть живот. Там же в Венис 6 ноября 1935 года она родила дочь Джудит, которую назвали в честь Апостола Иуды Фаддея. Через три недели после родов Янг вернулась в Голливуд, а спустя несколько месяцев Джудит была помещена в сиротский приют Святой Элизабет в пригороде Лос-Анджелеса. Когда ей было 19 месяцев Янг официально удочерила Джудит. После того, как Янг вышла замуж за Тома Льюиса, Джудит взяла его фамилию..

С Рональдом Рейганом в 1985 году

Тем не менее в Голливуде многие догадывались кто отец ребёнка, отмечая их схожесть во внешности, которая по мере её взросления становилась очень заметной: в частности, ушные раковины Джудит были такими же оттопыренными, как у Гейбла. Сами Гейбл и Янг никогда публично не признавались в том, что они биологические родители Джудит. Янг впервые заговорила об этом только в 1999 году, когда рассказала всё своему биографу Джоан Вестер Андерсон, которая готовила к публикации её биографию. Андерсон, по просьбе Янг, опубликовала биографию только после смерти актрисы.
В 2015 году невестка Янг Линда Льюис заявила, что перед смертью Янг призналась ей, что никакой интрижки не было: когда они вдвоём снимались в фильме «Зов предков», Гейбл её изнасиловал, но Янг в некоторой степени считала себя виноватой в этом, так как утверждала, что сама спровоцировала Гейбла.

### Политика
Лоретта Янг на протяжении всей жизни была приверженцем Республиканской партии США. В 1952 году она выступала в радио и в печатных изданиях в поддержку Дуайта Д. Эйзенхауэра в его кампании на пост президента США. Она присутствовала на его инаугурации в 1953 году. Янг активно поддерживала Ричарда Никсона и Рональда Рейгана в их президентских кампаниях в 1968 и 1980 годах Актриса также была активным членом Голливудского республиканского комитета со своими близкими друзьями Айрин Данн, Джинджер Роджерс, Уильям Холденом, Джорджем Мерфи, Фредом Астером и Джоном Уэйном..

## Фильмография
| Год       |    | Русское название                 | Оригинальное название              | Роль                                               |
| --------- | -- | -------------------------------- | ---------------------------------- | -------------------------------------------------- |
| 1917      | ф  | Кольцо примулы                   | The Primrose Ring                  | Фея                                                |
| 1917      | ф  | Морские сирены                   | Sirens of the Sea                  | ребёнок                                            |
| 1919      | ф  | Единственный путь                | The Only Way                       | ребёнок                                            |
| 1921      | ф  | Белый и неженатый                | White and Unmarried                | ребёнок                                            |
| 1921      | ф  | Шейх                             | The Sheik                          | ребёнок                                            |
| 1927      | ф  | Капризная, но хорошенькая        | Naughty But Nice                   | ребёнок                                            |
| 1927      | ф  | Её дикий овес                    | Her Wild Oat                       | ребёнок                                            |
| 1928      | ф  | Главный человек                  | The Head Man                       | Кэррол Ватс                                        |
| 1928      | ф  | Смейся, клоун, смейся            | Laugh, Clown, Laugh                | Симонетта                                          |
| 1928      | ф  | Великолепный флирт               | The Magnificent Flirt              | Дэнис Лаверн                                       |
| 1928      | ф  | Женщина-кнут                     | The Whip Woman                     | девочка                                            |
| 1928      | ф  | Алое море                        | Scarlet Seas                       | Маргарет Барбо                                     |
| 1929      | ф  | Беззаботный возраст              | The Careless Age                   | Мюриэль                                            |
| 1929      | ф  | Быстрая жизнь                    | Fast Life                          | Патриша Мейсон Стрэттон                            |
| 1929      | ф  | Проход вперед                    | The Forward Pass                   | Патриша Карлайл                                    |
| 1929      | ф  | Девушка в стеклянной клетке      | The Girl in the Glass Cage         | Глэдис Косгроув                                    |
| 1929      | ф  | Представление представлений      | The Show of Shows                  | исполнительница в номере «Знакомьтесь, моя сестра» |
| 1929      | ф  | Шквал                            | The Squall                         | Ирма                                               |
| 1930      | ф  | Дьявол платит!                   | The Devil to Pay!                  | Дороти Хоуп                                        |
| 1930      | ф  | Кисмет                           | Kismet                             | Марсина                                            |
| 1930      | ф  | Свободные лодыжки                | Loose Ankles                       | Энн Харпер                                         |
| 1930      | ф  | Человек из Бленкли               | The Man from Blankley's            | Марджери Ситон                                     |
| 1930      | ф  | Дорога в рай                     | Road to Paradise                   | Мэри Бреннан / Маргарет Уоринг                     |
| 1930      | ф  | Тайна второго этажа              | The Second Floor Mystery           | Марион Фергюсон                                    |
| 1930      | ф  | Правда о молодости               | The Truth About Youth              | Филлис Эриксон                                     |
| 1931      | ф  | Красивый идеал                   | Beau Ideal                         | Изобель Брэндон                                    |
| 1931      | ф  | Слишком молоды, чтобы жениться   | Too Young to Marry                 | Элейн Бампстед                                     |
| 1931      | ф  | Девушка из крупного бизнеса      | Big Business Girl                  | Клэр «Мак» Макинтайр                               |
| 1931      | ф  | Я люблю ваши нервы               | I Like Your Nerve                  | Diane Forsythe                                     |
| 1931      | ф  | Платиновая блондинка             | Platinum Blonde                    | Галлахер                                           |
| 1931      | ф  | Право проезда                    | The Right of Way                   | Розали Эвантурал                                   |
| 1931      | ф  | Властный голос                   | The Ruling Voice                   | Глория Баннистер                                   |
| 1931      | ф  | Украденные драгоценности         | The Stolen Jools                   | камео                                              |
| 1931      | ф  | Три девушки потерялись           | Three Girls Lost                   | Норин Макманн                                      |
| 1931      | ф  | Такси!                           | Taxi!                              | Сью Райли Нолан                                    |
| 1932      | ф  | Наемный убийца                   | The Hatchet Man                    | Сан Тойя Сан                                       |
| 1932      | ф  | Жизнь начинается                 | Life Begins                        | Грейс Саттон                                       |
| 1932      | ф  | Играть в девушку                 | Play Girl                          | Бастер «Бас» Грин Деннис                           |
| 1932      | ф  | Они называют это грехом          | They Call It Sin                   | Марион Каллен                                      |
| 1932      | ф  | Брак на выходных                 | Week-End Marriage                  | Лола Дэвис Хейс                                    |
| 1933      | ф  | Влюбленный дьявол                | The Devil's in Love                | Марго Лесен                                        |
| 1933      | ф  | Вход для персонала               | Employees' Entrance                | Мэдэлайн Уолтерс Уэст                              |
| 1933      | ф  | Большой шлем                     | Grand Slam                         | Марсия Станиславски                                |
| 1933      | ф  | Герои на продажу                 | Heroes for Sale                    | Рут                                                |
| 1933      | ф  | Жизнь Джимми Долана              | The Life of Jimmy Dolan            | Пэгги                                              |
| 1933      | ф  | Крепость Человека                | Man's Castle                       | Трина                                              |
| 1933      | ф  | Полуночная Мэри                  | Midnight Mary                      | Мэри                                               |
| 1933      | ф  | Она должна была сказать да       | She Had to Say Yes                 | Флоренс                                            |
| 1933      | ф  | Зоопарк в Будапеште              | Zoo in Budapest                    | Ив                                                 |
| 1934      | ф  | Рожденная быть плохой            | Born to Be Bad                     | Летти Стронг                                       |
| 1934      | ф  | Ответный ход Бульдога Драммонда  | Bulldog Drummond Strikes Back      | Лола Филд                                          |
| 1934      | ф  | Караван                          | Caravan                            | Графиня Вильма                                     |
| 1934      | ф  | Дом Ротшильдов                   | The House of Rothschild            | Джули Ротшильд                                     |
| 1934      | ф  | Парад белых халатов              | The White Parade                   | Джун Арден                                         |
| 1935      | ф  | Зов предков                      | Call of the Wild                   | Клэр Блейк                                         |
| 1935      | ф  | Клив из Индии                    | Clive of India                     | Маргарет Маскелин                                  |
| 1935      | ф  | Крестовые походы                 | The Crusades                       | Беренгария — принцесса Наваррская                  |
| 1935      | ф  | Шанхай                           | Shanghai                           | Барбара Ховард                                     |
| 1936      | ф  | Влюбленные дамы                  | Ladies in Love                     | Сьюзи Шмидт                                        |
| 1936      | ф  | Личный номер                     | Private Number                     | Эллен Нил                                          |
| 1936      | ф  | Рамона                           | Ramona                             | Рамона                                             |
| 1936      | ф  | Момент беззащитности             | The Unguarded Hour                 | Леди Хелен Дирден                                  |
| 1937      | ф  | Кафе Метрополь                   | Café Metropole                     | мисс Лаура Риджуэй                                 |
| 1937      | ф  | Любовь — это новости             | Love Is News                       | Тони Гейтсон                                       |
| 1937      | ф  | Любовь под огнем                 | Love Under Fire                    | Майра Купер                                        |
| 1937      | ф  | Второй медовый месяц             | Second Honeymoon                   | Вики Бентон                                        |
| 1937      | ф  | Жена, врач и медсестра           | Wife, Doctor and Nurse             | Ина Хит Льюис                                      |
| 1938      | ф  | Четверо мужчин и помощница       | Four Men and a Prayer              | мисс Линн Черрингтон                               |
| 1938      | ф  | Суец                             | Suez                               | Графиня Эжени де Монтихо                           |
| 1939      | ф  | Вечно ваш                        | Eternally Yours                    | Анита Холстед                                      |
| 1939      | ф  | История Александра Грейама Белла | The Story of Alexander Graham Bell | Мейбл Хаббард Белл                                 |
| 1939      | ф  | Жена, муж и друг                 | Wife, Husband and Friend           | Дорис Борланд                                      |
| 1940      | ф  | Женитьба врача                   | The Doctor Takes a Wife            | Джун Кэмерон                                       |
| 1940      | ф  | Он остался на завтрак            | He Stayed for Breakfast            | Марианна Дюваль                                    |
| 1941      | ф  | Сказка на ночь                   | Bedtime Story                      | Джейн Дрейк                                        |
| 1941      | ф  | Леди из Шайенна                  | The Lady from Cheyenne             | Энни Морган                                        |
| 1941      | ф  | Мужчины в её жизни               | The Men in Her Life                | Лина Варсавина                                     |
| 1942      | ф  | Незабываемая ночь                | A Night to Remember                | Нэнси Трой                                         |
| 1944      | ф  | Отважные дамы                    | Ladies Courageous                  | Роберта Харпер                                     |
| 1944      | ф  | Сейчас и завтра                  | And Now Tomorrow                   | Эмили Блэр                                         |
| 1945      | ф  | И пришел Джонс                   | Along Came Jones                   | Черри де Лонгпре                                   |
| 1946      | ф  | Чужестранец                      | The Stranger                       | Мэри Лонгстрит                                     |
| 1947      | ф  | Жена епископа                    | The Bishop's Wife                  | Джулия Бруэм                                       |
| 1947      | ф  | Дочь фермера                     | The Farmer's Daughter              | Катрин Холстром                                    |
| 1948      | ф  | Рэйчел и незнакомец              | Rachel and the Stranger            | Рэйчел Харви                                       |
| 1949      | ф  | Обвиняемая                       | The Accused                        | Вильма Таттл                                       |
| 1949      | ф  | Приходи в конюшню                | Come to the Stable                 | Сестра Маргарет                                    |
| 1949      | ф  | Мать-первокурсница               | Mother Is a Freshman               | Эбигейл Фортитьюд Эбботт                           |
| 1951      | ф  | Причина для тревоги              | Cause for Alarm!                   | Эллен Джонс                                        |
| 1952      | ф  | Из-за тебя                       | Because of You                     | Кристин Кэрролл Кимберли                           |
| 1952      | ф  | Пола                             | Paula                              | Пола Роджерс                                       |
| 1953      | ф  | Это происходит каждый четверг    | It Happens Every Thursday          | Джейн Макэвой                                      |
| 1953—1963 | с  | Шоу Лоретты Янг                  | The Loretta Young Show             | играет саму себя                                   |
| 1986      | тф | Канун Рождества                  | Christmas Eve                      | Аманда Кингсли                                     |
| 1989      | тф | Леди в углу                      | Lady in the Corner                 | Грейс Гатри                                        |

## Награды и номинации
- «Оскар»

1948 — Лучшая женская роль  за фильм «Дочь фермера»
1950 — Лучшая женская роль  за фильм «Приходи в конюшню» (номинация)
- «Золотой глобус»:

1959 — Лучшее ТВ-шоу за шоу «Напиши Лоретте».
1987 — Лучшая актриса мини-сериала или фильма на ТВ за фильм «Канун Рождества»
1990 — Лучшая актриса мини-сериала или фильма на ТВ за фильм «Леди в углу» (номинация)
У Янг две звезды на голливудской «Аллее славы»: одна за вклад в телевидение на Голливудском бульваре, 6135, а другая за работу в кино на Голливудском бульваре, 6100. В 2011 году ей была посвящена золотая пальмовая звезда на Аллее звёзд в Палм-Спрингс, Калифорния.